# Мерчант, Тамзин
Та́мзин Ме́рчант (англ. Tamzin Merchant; род. 4 марта 1987, Хэйуордс-Хит, Западный Суссекс) — британская актриса.

## Биография
Некоторое время жила в Дубае. Училась в частной школе Виндлшам Хаус (графство Суррей) и Брайтонском колледже, а в 2007—2012 годах - в Хоммертон-колледже при Кембриджском университете. Увлекается поэзией, два её стихотворения были опубликованы в сетевом журнале Platforms Magazine.
Дебютировала на большом экране в 2005 году, сыграв Джорджиану Дарси в «Гордости и предубеждении». Одной из самых заметных её работ стала роль Кэтрин Говард в третьем и четвёртом сезонах телесериала «Тюдоры».
В августе 2009 года было объявлено, что актриса сыграет роль Дейенерис Таргариен в телесериале «Игра престолов» по мотивам фэнтези-цикла Джорджа Р. Р. Мартина «Песнь Льда и Огня», но спустя некоторое время представители телеканала HBO подтвердили информацию о том, что Тамзин Мёрчант покинула проект.
В конце марта 2010 года стало известно, что Тамзин Мерчант появится во второстепенной роли в новой экранизации романа Шарлотты Бронте «Джейн Эйр». Фильм вышел в прокат в марте 2011 года. В этом же году вышли ещё две картины с её участием: «Нержавеющая сталь» и «Красная Фракция: Происхождение».
С 2014 по 2017 годы исполняла одну из основных ролей в американском сериале «Салем». Затем получила роль Имоджен Спёрнроуз в сериале «Карнивал Роу», где её партнёрами стали Орландо Блум и Кара Делевинь.

## Фильмография
| Год       |     | Русское название                    | Оригинальное название               | Роль              |
| --------- | --- | ----------------------------------- | ----------------------------------- | ----------------- |
| 2005      | ф   | Гордость и предубеждение            | Pride & Prejudice                   | Джорджиана Дарси  |
| 2005      | тф  | Моя семья и другие звери            | My Family and Other Animals         | Марго Даррелл     |
| 2006      | с   |                                     | Casualty 1906                       | стажёр Иствуд     |
| 2006      | тф  |                                     | The Good Housekeeping Guide         | Сара Фокс         |
| 2008      | ф   |                                     | Radio Cape Cod                      | Анна              |
| 2008      | с   | Раскопки                            | Bonekickers                         | Хелена            |
| 2009      | ф   | Принцесса Каюлани                   | Princess Ka'iulani                  | Элис Дэвис        |
| 2009—2010 | с   | Тюдоры                              | The Tudors                          | Кэтрин Говард     |
| 2010      | с   | Последствия                         | DCI Banks                           | Миранда           |
| 2011      | ф   | Джейн Эйр                           | Jane Eyre                           | Мэри Риверс       |
| 2011      | ф   | Нержавеющая сталь                   | Stainless Steel                     | Тэмми Уоттс       |
| 2011      | тф  | Красная Фракция: Происхождение      | Red Faction: Origins                | Лира Мэйсон       |
| 2012      | мтф | Тайна Эдвина Друда                  | The Mystery of Edwin Drood          | Роза Бад          |
| 2012      | кор |                                     | Second Wind                         | Анна              |
| 2013      | тф  | По ту сторону убийства              | Murder on the Home Front            | Молли Купер       |
| 2014—2017 | с   | Салем                               | Salem                               | Энн Хэйл          |
| 2014      | ф   | Копенгаген                          | Copenhagen                          | Сандра            |
| 2015      | кор |                                     | Let Me Down Easy                    | Ада               |
| 2015      | в   | Сердце дракона 3: Проклятье чародея | Dragonheart 3: The Sorcerer's Curse | Рону              |
| 2015      | ф   | Посланник                           | The Messenger                       | Сара              |
| 2016      | ф   | Танцовщица                          | The Dancer                          | Кейт              |
| 2017      | с   | Супергёрл                           | Supergirl                           | Лира              |
| 2019—2023 | с   | Карнивал Роу                        | Carnival Row                        | Имоджен Спёрнроуз |